# Conversana conversa
Conversana conversa är en insektsart som beskrevs av Delong 1967. Conversana conversa ingår i släktet Conversana och familjen dvärgstritar. Inga underarter finns listade i Catalogue of Life.